# Dania na Letnich Igrzyskach Olimpijskich 1900
Danię na II Letnich Igrzyskach Olimpijskich w roku 1900 w Paryżu reprezentowało 13 zawodników startujących w pięciu dyscyplinach.

## Zdobyte medale

### Złote
- Lars Jørgen Madsen – strzelectwo, Karabin dowolny (wojskowy), 300 m pozycja stojąc

### Srebrne
- Anders Peter Nielsen – strzelectwo, karabin dowolny (wojskowy), trzy pozycje 300 m
- Anders Peter Nielsen – strzelectwo, karabin dowolny (wojskowy), 300 m pozycja klęcząc
- Anders Peter Nielsen – strzelectwo, karabin dowolny (wojskowy), 300 m pozycja leżąc

### Brązowe
- Peder Lykkeberg – pływanie, pływanie pod wodą,
- Ernst Schultz – lekkoatletyka, bieg na 400 m

## Skład kadry

### Lekkoatletyka
| Konkurencja    | Zawodnik              | Eliminacje     | Eliminacje     | Półfinał       | Półfinał       | Repasaż        | Repasaż        | Finał         | Finał         |
| Konkurencja    | Zawodnik              | Wynik          | Miejsce        | Wynik          | Miejsce        | Wynik          | Miejsce        | Wynik         | Miejsce       |
| -------------- | --------------------- | -------------- | -------------- | -------------- | -------------- | -------------- | -------------- | ------------- | ------------- |
| 100 metrów     | Johannes Gandil       | nieznany       | 3.             | nie awansował  | nie awansował  | nie awansował  | nie awansował  | nie awansował | nie awansował |
| 400 metrów     | Ernst Schultz         | nieznany       | 2.             | nie rozgrywano | nie rozgrywano | nie rozgrywano | nie rozgrywano | nieznany      | 3.            |
| 800 metrów     | Christian Christensen | nieznany       | 5.             | nie awansował  | nie awansował  | nie awansował  | nie awansował  | nie awansował | nie awansował |
| 1500 metrów    | Christian Christensen | nie rozgrywano | nie rozgrywano | nie rozgrywano | nie rozgrywano | nie rozgrywano | nie rozgrywano | nieznany      | 5.            |
| Pchnięcie kulą | Charles Winckler      | nie rozgrywano | nie rozgrywano | nie rozgrywano | nie rozgrywano | nie rozgrywano | nie rozgrywano | 10,76 m       | 10.           |
| Rzut dyskiem   | Charles Winckler      | 32,50 m        | 8.             | nie rozgrywano | nie rozgrywano | nie rozgrywano | nie rozgrywano | nie awansował | nie awansował |

### Pływanie
| Konkurencja       | Zawodnik        | Czas   | Odległość | Wynik | Miejsce |
| ----------------- | --------------- | ------ | --------- | ----- | ------- |
| Pływanie podwodne | Peder Lykkeberg | 90,0 s | 28,50 m   | 147,0 | 3.      |

### Przeciąganie liny
Mężczyźni
- August Nilsson, Karl Gustaf Staaf, Gustaf Söderström – przeciąganie liny (1. miejsce) *

* Dorobek Drużyny Mieszanej

### Szermierka
| Konkurencja      | Zawodnik              | Eliminacje                 | Ćwierćfinały  | Repasaże      | Półfinały     | Finał         | Miejsce |
| ---------------- | --------------------- | -------------------------- | ------------- | ------------- | ------------- | ------------- | ------- |
| Floret zawodowcy | Jens Peter Berthelsen | Eliminacja decyzją sędziów | nie awansował | nie awansował | nie awansował | nie awansował | 44.-60. |

### Strzelectwo
| Konkurencja                             | Zawodnik                                                                                       | Wynik                | Miejsce |
| --------------------------------------- | ---------------------------------------------------------------------------------------------- | -------------------- | ------- |
| Karabin dowolny stojąc                  | Lars Jørgen Madsen                                                                             | 305                  | 1.      |
| Karabin dowolny stojąc                  | Viggo Jensen                                                                                   | 277                  | 11.     |
| Karabin dowolny stojąc                  | Anders Peter Nielsen                                                                           | 277                  | 11.     |
| Karabin dowolny stojąc                  | Axel Kristensen                                                                                | 261                  | 22.     |
| Karabin dowolny stojąc                  | Laurids Kjær                                                                                   | 238                  | 28.     |
| Karabin dowolny klęcząc                 | Anders Peter Nielsen                                                                           | 314                  | 2.      |
| Karabin dowolny klęcząc                 | Lars Jørgen Madsen                                                                             | 299                  | 8.      |
| Karabin dowolny klęcząc                 | Viggo Jensen                                                                                   | 290                  | 13.     |
| Karabin dowolny klęcząc                 | Laurids Jensen-Kjær                                                                            | 271                  | 22.     |
| Karabin dowolny klęcząc                 | Axel Kristensen                                                                                | 260                  | 26.     |
| Karabin dowolny leżąc                   | Anders Peter Nielsen                                                                           | 330                  | 2.      |
| Karabin dowolny leżąc                   | Viggo Jensen                                                                                   | 308                  | 10.     |
| Karabin dowolny leżąc                   | Lars Jørgen Madsen                                                                             | 301                  | 16.     |
| Karabin dowolny leżąc                   | Laurids Jensen-Kjær                                                                            | 273                  | 27.     |
| Karabin dowolny leżąc                   | Axel Kristensen                                                                                | 261                  | 30.     |
| Karabin dowolny trzy pozycje            | Anders Peter Nielsen                                                                           | 921                  | 2.      |
| Karabin dowolny trzy pozycje            | Lars Jørgen Madsen                                                                             | 905                  | 5.      |
| Karabin dowolny trzy pozycje            | Viggo Jensen                                                                                   | 875                  | 15.     |
| Karabin dowolny trzy pozycje            | Laurids Jensen-Kjær                                                                            | 782                  | 28.     |
| Karabin dowolny trzy pozycje            | Axel Kristensen                                                                                | 782                  | 28.     |
| Karabin dowolny trzy pozycje, drużynowo | Dania Viggo Jensen Laurids Jensen-Kjær Axel Kristensen Lars Jørgen Madsen Anders Peter Nielsen | 4265 875 782 905 921 | 4.      |